# Krasnogwardiejec (osiedle przy mijance)
Krasnogwardiejec (ros. Красногвардеец) – osiedle przy mijance kolejowej w Rosji, w obwodzie orenburskim, w rejonie buzułuckim. W 2010 liczyło 96 mieszkańców.